# Guma Aguiar
Guma Aguiar (Rio de Janeiro, 1977. május 31. – eltűnt 2012. június 19.) amerikai-brazil zsidó üzletember.

## Élete
Brazíliában született zsidó édesanya és keresztény édesapa gyermekeként, utóbbiban nőtt fel. Édesanyja a milliárdos befektető Thomas Kaplan testvére volt. Guma egyéves korában családjával az Amerikai Egyesült Államokba költözött. Élete során főleg Izraelben és az itt élt. 26 évesen visszatért a zsidó valláshoz, miután találkozott Tovia Singer rabbival. 2012-ben tűnt el a tengeren.